# باتريك دريفس
باتريك دريفس (بالألمانية: Patrick Drewes)‏ (4 فبراير 1993 بدلمنهورست في ألمانيا - ) هو لاعب كرة قدم ألماني في مركز حراسة المرمى. لعب مع نادي فولفسبورغ و.

## وصلات خارجية
- باتريك دريفس على موقع قاعدة بيانات كرة القدم.إي يو (الإنجليزية)
- باتريك دريفس على موقع Soccerway.com (الإنجليزية)
- باتريك دريفس على موقع عالم كرة القدم.نت (الإنجليزية)
- باتريك دريفس على موقع AS.com (الإسبانية)